# Ievgueni Svéixnikov
Ievgueni Él·linovitx Svéixnikov (en rus Евгений Эллинович Свешников; en letó Jevgēņijs Svešņikovs; Txeliàbinsk, 11 de febrer de 1950 – 18 d'agost de 2021), va ser un jugador, escriptor, i teòric dels escacs letó, d'origen rus, que va jugar la major part de la seva carrera sota bandera soviètica. Tenia el títol de Gran Mestre des de 1977, i va ser 3 cops campió de Letònia.
Era molt respectat en l'àmbit dels escacs per la seva personalitat i pel seu pensament profund i original i mestria tàctica. Vivia a Riga, i tenia un fill, Vladimir, també jugador d'escacs, que té el títol de Mestre Internacional.
A la llista d'Elo de la FIDE de l'agost de 2021, hi tenia un Elo de 2456 punts, cosa que en feia el jugador número 157 (en actiu) de Rússia. El seu màxim Elo va ser de 2595 punts, a la llista de gener de 1998 (posició 88 al rànquing mundial).

## Resultats destacats en competició
Svéixnikov va participar en el seu primer Campionat d'escacs de la Unió Soviètica quan tot just tenia 17 anys, i va esdevenir Mestre Internacional el 1975 i Gran Mestre el 1977.
En les seves primeres aparicions en torneigs internacionals, quedà primer exaequo a Decin 1974, i també (amb Lev Polugaievski) a Sotxi 1976 i va guanyar torneigs de Categoria VIII a Le Havre 1977 i Cienfuegos 1979. A Novi Sad 1979, empatà al segon lloc amb Iefim Hèl·ler rere Florin Gheorghiu. A Wijk aan Zee el 1981, hi empatà al 3r lloc, i el 1983 guanyà (empatat) el Campionat de Moscou, i va empatar al primer lloc amb Anatoli Vaisser a Sotxi. L'octubre de 2007 fou segon a l'obert de Calvià de veterans, rere Juan Manuel Bellón.

### Competicions per equips
En competicions per equips, fou seleccionat com a suplent per l'equip soviètic que participà en el Campionat d'Europa per equips de Moscou 1977. Tot i que llavors era només Mestre Internacional, va fer un 80% dels punts, guanyant una medalla d'or individual i una altra per equips.
Svéixnikov va participar, representant Letònia, en quatre Olimpíades d'escacs entre els anys 2004 i 2010, amb un resultat de (+15 =20 –6), per un 61,0% de la puntuació. El seu millor resultat el va fer a l'Olimpíada del 2006 en puntuar 7 d'11 (+5 =4 -2), amb el 63,6% de la puntuació, amb una performance de 2563.

## Crític contra el sistema

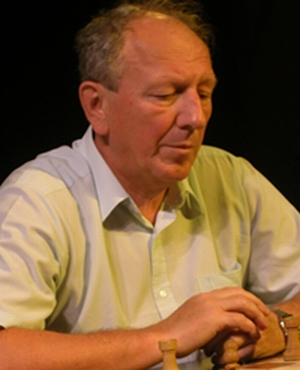
El GM Svéixnikov el 2005

Conegut com un dels Grans Mestres més oberts i controvertits del circuit internacional, Svéixnikov en els últims anys va estar relacionat amb la posició bel·licosa d'alguns jugadors en relació amb el lliurament de les planelles d'anotació. Per descomptat, és una pràctica acceptada que els jugadors donin còpies de les seves planelles d'anotació als organitzadors del torneig, i que les partides posteriorment apareguin a internet, a llibres, revistes i en programes de bases de dades. Mentre que els beneficis per al desenvolupament i la popularització dels escacs són evidents, Svéixnikov insistia que permetre que això continuï no afavoreix els interessos dels professionals d'escacs.
Fonamentalment, l'explicació rau en el fet que és molt difícil per als jugadors d'escacs guanyar-se la vida; parla de molts jugadors d'escacs a Rússia i als països bàltics que pateixen depressió greu i en alguns casos se suïciden: Georgy Ilivitsky, Alvis Vītoliņš, Karen Grigorian, Lembit Oll i Aleksei Vijmanavin en són exemples destacats.
Ell afirma que les planelles són el reflex del treball i la propietat intel·lectual dels dos jugadors, i que per tant són aplicables els drets d'autor. És moralment corrupte, argumentava, que només els escriptors, editors i els propietaris de les editorials d'escacs es beneficiïn de la publicació de les partides. A la pràctica, als jugadors se'ls priva fins i tot de produir un llibre amb l'exclusiva de les seves pròpies partides com una inversió per quan es retirin. També va qüestionar la bondat de lliurar informació detallada sobre el mateix joc als futurs adversaris, que utilitzen bases de dades per millorar les seves possibilitats de victòria, en comptes d'afavorir el pensament original o de millorar l'habilitat en el joc.

## Contribucions a la teoria dels escacs
|   | a | b | c | d | e | f | g | h |   |
| 8 | a8 negres torre · c8 negres alfil · d8 negres dama · e8 negres rei · f8 negres alfil · h8 negres torre · a7 negres peó · b7 negres peó · f7 negres peó · g7 negres peó · h7 negres peó · c6 negres cavall · d6 negres peó · f6 negres cavall · b5 blanques cavall · e5 negres peó · e4 blanques peó · c3 blanques cavall · a2 blanques peó · b2 blanques peó · c2 blanques peó · f2 blanques peó · g2 blanques peó · h2 blanques peó · a1 blanques torre · c1 blanques alfil · d1 blanques dama · e1 blanques rei · f1 blanques alfil · h1 blanques torre | a8 negres torre · c8 negres alfil · d8 negres dama · e8 negres rei · f8 negres alfil · h8 negres torre · a7 negres peó · b7 negres peó · f7 negres peó · g7 negres peó · h7 negres peó · c6 negres cavall · d6 negres peó · f6 negres cavall · b5 blanques cavall · e5 negres peó · e4 blanques peó · c3 blanques cavall · a2 blanques peó · b2 blanques peó · c2 blanques peó · f2 blanques peó · g2 blanques peó · h2 blanques peó · a1 blanques torre · c1 blanques alfil · d1 blanques dama · e1 blanques rei · f1 blanques alfil · h1 blanques torre | a8 negres torre · c8 negres alfil · d8 negres dama · e8 negres rei · f8 negres alfil · h8 negres torre · a7 negres peó · b7 negres peó · f7 negres peó · g7 negres peó · h7 negres peó · c6 negres cavall · d6 negres peó · f6 negres cavall · b5 blanques cavall · e5 negres peó · e4 blanques peó · c3 blanques cavall · a2 blanques peó · b2 blanques peó · c2 blanques peó · f2 blanques peó · g2 blanques peó · h2 blanques peó · a1 blanques torre · c1 blanques alfil · d1 blanques dama · e1 blanques rei · f1 blanques alfil · h1 blanques torre | a8 negres torre · c8 negres alfil · d8 negres dama · e8 negres rei · f8 negres alfil · h8 negres torre · a7 negres peó · b7 negres peó · f7 negres peó · g7 negres peó · h7 negres peó · c6 negres cavall · d6 negres peó · f6 negres cavall · b5 blanques cavall · e5 negres peó · e4 blanques peó · c3 blanques cavall · a2 blanques peó · b2 blanques peó · c2 blanques peó · f2 blanques peó · g2 blanques peó · h2 blanques peó · a1 blanques torre · c1 blanques alfil · d1 blanques dama · e1 blanques rei · f1 blanques alfil · h1 blanques torre | a8 negres torre · c8 negres alfil · d8 negres dama · e8 negres rei · f8 negres alfil · h8 negres torre · a7 negres peó · b7 negres peó · f7 negres peó · g7 negres peó · h7 negres peó · c6 negres cavall · d6 negres peó · f6 negres cavall · b5 blanques cavall · e5 negres peó · e4 blanques peó · c3 blanques cavall · a2 blanques peó · b2 blanques peó · c2 blanques peó · f2 blanques peó · g2 blanques peó · h2 blanques peó · a1 blanques torre · c1 blanques alfil · d1 blanques dama · e1 blanques rei · f1 blanques alfil · h1 blanques torre | a8 negres torre · c8 negres alfil · d8 negres dama · e8 negres rei · f8 negres alfil · h8 negres torre · a7 negres peó · b7 negres peó · f7 negres peó · g7 negres peó · h7 negres peó · c6 negres cavall · d6 negres peó · f6 negres cavall · b5 blanques cavall · e5 negres peó · e4 blanques peó · c3 blanques cavall · a2 blanques peó · b2 blanques peó · c2 blanques peó · f2 blanques peó · g2 blanques peó · h2 blanques peó · a1 blanques torre · c1 blanques alfil · d1 blanques dama · e1 blanques rei · f1 blanques alfil · h1 blanques torre | a8 negres torre · c8 negres alfil · d8 negres dama · e8 negres rei · f8 negres alfil · h8 negres torre · a7 negres peó · b7 negres peó · f7 negres peó · g7 negres peó · h7 negres peó · c6 negres cavall · d6 negres peó · f6 negres cavall · b5 blanques cavall · e5 negres peó · e4 blanques peó · c3 blanques cavall · a2 blanques peó · b2 blanques peó · c2 blanques peó · f2 blanques peó · g2 blanques peó · h2 blanques peó · a1 blanques torre · c1 blanques alfil · d1 blanques dama · e1 blanques rei · f1 blanques alfil · h1 blanques torre | a8 negres torre · c8 negres alfil · d8 negres dama · e8 negres rei · f8 negres alfil · h8 negres torre · a7 negres peó · b7 negres peó · f7 negres peó · g7 negres peó · h7 negres peó · c6 negres cavall · d6 negres peó · f6 negres cavall · b5 blanques cavall · e5 negres peó · e4 blanques peó · c3 blanques cavall · a2 blanques peó · b2 blanques peó · c2 blanques peó · f2 blanques peó · g2 blanques peó · h2 blanques peó · a1 blanques torre · c1 blanques alfil · d1 blanques dama · e1 blanques rei · f1 blanques alfil · h1 blanques torre | 8 |
| 7 | a8 negres torre · c8 negres alfil · d8 negres dama · e8 negres rei · f8 negres alfil · h8 negres torre · a7 negres peó · b7 negres peó · f7 negres peó · g7 negres peó · h7 negres peó · c6 negres cavall · d6 negres peó · f6 negres cavall · b5 blanques cavall · e5 negres peó · e4 blanques peó · c3 blanques cavall · a2 blanques peó · b2 blanques peó · c2 blanques peó · f2 blanques peó · g2 blanques peó · h2 blanques peó · a1 blanques torre · c1 blanques alfil · d1 blanques dama · e1 blanques rei · f1 blanques alfil · h1 blanques torre | a8 negres torre · c8 negres alfil · d8 negres dama · e8 negres rei · f8 negres alfil · h8 negres torre · a7 negres peó · b7 negres peó · f7 negres peó · g7 negres peó · h7 negres peó · c6 negres cavall · d6 negres peó · f6 negres cavall · b5 blanques cavall · e5 negres peó · e4 blanques peó · c3 blanques cavall · a2 blanques peó · b2 blanques peó · c2 blanques peó · f2 blanques peó · g2 blanques peó · h2 blanques peó · a1 blanques torre · c1 blanques alfil · d1 blanques dama · e1 blanques rei · f1 blanques alfil · h1 blanques torre | a8 negres torre · c8 negres alfil · d8 negres dama · e8 negres rei · f8 negres alfil · h8 negres torre · a7 negres peó · b7 negres peó · f7 negres peó · g7 negres peó · h7 negres peó · c6 negres cavall · d6 negres peó · f6 negres cavall · b5 blanques cavall · e5 negres peó · e4 blanques peó · c3 blanques cavall · a2 blanques peó · b2 blanques peó · c2 blanques peó · f2 blanques peó · g2 blanques peó · h2 blanques peó · a1 blanques torre · c1 blanques alfil · d1 blanques dama · e1 blanques rei · f1 blanques alfil · h1 blanques torre | a8 negres torre · c8 negres alfil · d8 negres dama · e8 negres rei · f8 negres alfil · h8 negres torre · a7 negres peó · b7 negres peó · f7 negres peó · g7 negres peó · h7 negres peó · c6 negres cavall · d6 negres peó · f6 negres cavall · b5 blanques cavall · e5 negres peó · e4 blanques peó · c3 blanques cavall · a2 blanques peó · b2 blanques peó · c2 blanques peó · f2 blanques peó · g2 blanques peó · h2 blanques peó · a1 blanques torre · c1 blanques alfil · d1 blanques dama · e1 blanques rei · f1 blanques alfil · h1 blanques torre | a8 negres torre · c8 negres alfil · d8 negres dama · e8 negres rei · f8 negres alfil · h8 negres torre · a7 negres peó · b7 negres peó · f7 negres peó · g7 negres peó · h7 negres peó · c6 negres cavall · d6 negres peó · f6 negres cavall · b5 blanques cavall · e5 negres peó · e4 blanques peó · c3 blanques cavall · a2 blanques peó · b2 blanques peó · c2 blanques peó · f2 blanques peó · g2 blanques peó · h2 blanques peó · a1 blanques torre · c1 blanques alfil · d1 blanques dama · e1 blanques rei · f1 blanques alfil · h1 blanques torre | a8 negres torre · c8 negres alfil · d8 negres dama · e8 negres rei · f8 negres alfil · h8 negres torre · a7 negres peó · b7 negres peó · f7 negres peó · g7 negres peó · h7 negres peó · c6 negres cavall · d6 negres peó · f6 negres cavall · b5 blanques cavall · e5 negres peó · e4 blanques peó · c3 blanques cavall · a2 blanques peó · b2 blanques peó · c2 blanques peó · f2 blanques peó · g2 blanques peó · h2 blanques peó · a1 blanques torre · c1 blanques alfil · d1 blanques dama · e1 blanques rei · f1 blanques alfil · h1 blanques torre | a8 negres torre · c8 negres alfil · d8 negres dama · e8 negres rei · f8 negres alfil · h8 negres torre · a7 negres peó · b7 negres peó · f7 negres peó · g7 negres peó · h7 negres peó · c6 negres cavall · d6 negres peó · f6 negres cavall · b5 blanques cavall · e5 negres peó · e4 blanques peó · c3 blanques cavall · a2 blanques peó · b2 blanques peó · c2 blanques peó · f2 blanques peó · g2 blanques peó · h2 blanques peó · a1 blanques torre · c1 blanques alfil · d1 blanques dama · e1 blanques rei · f1 blanques alfil · h1 blanques torre | a8 negres torre · c8 negres alfil · d8 negres dama · e8 negres rei · f8 negres alfil · h8 negres torre · a7 negres peó · b7 negres peó · f7 negres peó · g7 negres peó · h7 negres peó · c6 negres cavall · d6 negres peó · f6 negres cavall · b5 blanques cavall · e5 negres peó · e4 blanques peó · c3 blanques cavall · a2 blanques peó · b2 blanques peó · c2 blanques peó · f2 blanques peó · g2 blanques peó · h2 blanques peó · a1 blanques torre · c1 blanques alfil · d1 blanques dama · e1 blanques rei · f1 blanques alfil · h1 blanques torre | 7 |
| 6 | a8 negres torre · c8 negres alfil · d8 negres dama · e8 negres rei · f8 negres alfil · h8 negres torre · a7 negres peó · b7 negres peó · f7 negres peó · g7 negres peó · h7 negres peó · c6 negres cavall · d6 negres peó · f6 negres cavall · b5 blanques cavall · e5 negres peó · e4 blanques peó · c3 blanques cavall · a2 blanques peó · b2 blanques peó · c2 blanques peó · f2 blanques peó · g2 blanques peó · h2 blanques peó · a1 blanques torre · c1 blanques alfil · d1 blanques dama · e1 blanques rei · f1 blanques alfil · h1 blanques torre | a8 negres torre · c8 negres alfil · d8 negres dama · e8 negres rei · f8 negres alfil · h8 negres torre · a7 negres peó · b7 negres peó · f7 negres peó · g7 negres peó · h7 negres peó · c6 negres cavall · d6 negres peó · f6 negres cavall · b5 blanques cavall · e5 negres peó · e4 blanques peó · c3 blanques cavall · a2 blanques peó · b2 blanques peó · c2 blanques peó · f2 blanques peó · g2 blanques peó · h2 blanques peó · a1 blanques torre · c1 blanques alfil · d1 blanques dama · e1 blanques rei · f1 blanques alfil · h1 blanques torre | a8 negres torre · c8 negres alfil · d8 negres dama · e8 negres rei · f8 negres alfil · h8 negres torre · a7 negres peó · b7 negres peó · f7 negres peó · g7 negres peó · h7 negres peó · c6 negres cavall · d6 negres peó · f6 negres cavall · b5 blanques cavall · e5 negres peó · e4 blanques peó · c3 blanques cavall · a2 blanques peó · b2 blanques peó · c2 blanques peó · f2 blanques peó · g2 blanques peó · h2 blanques peó · a1 blanques torre · c1 blanques alfil · d1 blanques dama · e1 blanques rei · f1 blanques alfil · h1 blanques torre | a8 negres torre · c8 negres alfil · d8 negres dama · e8 negres rei · f8 negres alfil · h8 negres torre · a7 negres peó · b7 negres peó · f7 negres peó · g7 negres peó · h7 negres peó · c6 negres cavall · d6 negres peó · f6 negres cavall · b5 blanques cavall · e5 negres peó · e4 blanques peó · c3 blanques cavall · a2 blanques peó · b2 blanques peó · c2 blanques peó · f2 blanques peó · g2 blanques peó · h2 blanques peó · a1 blanques torre · c1 blanques alfil · d1 blanques dama · e1 blanques rei · f1 blanques alfil · h1 blanques torre | a8 negres torre · c8 negres alfil · d8 negres dama · e8 negres rei · f8 negres alfil · h8 negres torre · a7 negres peó · b7 negres peó · f7 negres peó · g7 negres peó · h7 negres peó · c6 negres cavall · d6 negres peó · f6 negres cavall · b5 blanques cavall · e5 negres peó · e4 blanques peó · c3 blanques cavall · a2 blanques peó · b2 blanques peó · c2 blanques peó · f2 blanques peó · g2 blanques peó · h2 blanques peó · a1 blanques torre · c1 blanques alfil · d1 blanques dama · e1 blanques rei · f1 blanques alfil · h1 blanques torre | a8 negres torre · c8 negres alfil · d8 negres dama · e8 negres rei · f8 negres alfil · h8 negres torre · a7 negres peó · b7 negres peó · f7 negres peó · g7 negres peó · h7 negres peó · c6 negres cavall · d6 negres peó · f6 negres cavall · b5 blanques cavall · e5 negres peó · e4 blanques peó · c3 blanques cavall · a2 blanques peó · b2 blanques peó · c2 blanques peó · f2 blanques peó · g2 blanques peó · h2 blanques peó · a1 blanques torre · c1 blanques alfil · d1 blanques dama · e1 blanques rei · f1 blanques alfil · h1 blanques torre | a8 negres torre · c8 negres alfil · d8 negres dama · e8 negres rei · f8 negres alfil · h8 negres torre · a7 negres peó · b7 negres peó · f7 negres peó · g7 negres peó · h7 negres peó · c6 negres cavall · d6 negres peó · f6 negres cavall · b5 blanques cavall · e5 negres peó · e4 blanques peó · c3 blanques cavall · a2 blanques peó · b2 blanques peó · c2 blanques peó · f2 blanques peó · g2 blanques peó · h2 blanques peó · a1 blanques torre · c1 blanques alfil · d1 blanques dama · e1 blanques rei · f1 blanques alfil · h1 blanques torre | a8 negres torre · c8 negres alfil · d8 negres dama · e8 negres rei · f8 negres alfil · h8 negres torre · a7 negres peó · b7 negres peó · f7 negres peó · g7 negres peó · h7 negres peó · c6 negres cavall · d6 negres peó · f6 negres cavall · b5 blanques cavall · e5 negres peó · e4 blanques peó · c3 blanques cavall · a2 blanques peó · b2 blanques peó · c2 blanques peó · f2 blanques peó · g2 blanques peó · h2 blanques peó · a1 blanques torre · c1 blanques alfil · d1 blanques dama · e1 blanques rei · f1 blanques alfil · h1 blanques torre | 6 |
| 5 | a8 negres torre · c8 negres alfil · d8 negres dama · e8 negres rei · f8 negres alfil · h8 negres torre · a7 negres peó · b7 negres peó · f7 negres peó · g7 negres peó · h7 negres peó · c6 negres cavall · d6 negres peó · f6 negres cavall · b5 blanques cavall · e5 negres peó · e4 blanques peó · c3 blanques cavall · a2 blanques peó · b2 blanques peó · c2 blanques peó · f2 blanques peó · g2 blanques peó · h2 blanques peó · a1 blanques torre · c1 blanques alfil · d1 blanques dama · e1 blanques rei · f1 blanques alfil · h1 blanques torre | a8 negres torre · c8 negres alfil · d8 negres dama · e8 negres rei · f8 negres alfil · h8 negres torre · a7 negres peó · b7 negres peó · f7 negres peó · g7 negres peó · h7 negres peó · c6 negres cavall · d6 negres peó · f6 negres cavall · b5 blanques cavall · e5 negres peó · e4 blanques peó · c3 blanques cavall · a2 blanques peó · b2 blanques peó · c2 blanques peó · f2 blanques peó · g2 blanques peó · h2 blanques peó · a1 blanques torre · c1 blanques alfil · d1 blanques dama · e1 blanques rei · f1 blanques alfil · h1 blanques torre | a8 negres torre · c8 negres alfil · d8 negres dama · e8 negres rei · f8 negres alfil · h8 negres torre · a7 negres peó · b7 negres peó · f7 negres peó · g7 negres peó · h7 negres peó · c6 negres cavall · d6 negres peó · f6 negres cavall · b5 blanques cavall · e5 negres peó · e4 blanques peó · c3 blanques cavall · a2 blanques peó · b2 blanques peó · c2 blanques peó · f2 blanques peó · g2 blanques peó · h2 blanques peó · a1 blanques torre · c1 blanques alfil · d1 blanques dama · e1 blanques rei · f1 blanques alfil · h1 blanques torre | a8 negres torre · c8 negres alfil · d8 negres dama · e8 negres rei · f8 negres alfil · h8 negres torre · a7 negres peó · b7 negres peó · f7 negres peó · g7 negres peó · h7 negres peó · c6 negres cavall · d6 negres peó · f6 negres cavall · b5 blanques cavall · e5 negres peó · e4 blanques peó · c3 blanques cavall · a2 blanques peó · b2 blanques peó · c2 blanques peó · f2 blanques peó · g2 blanques peó · h2 blanques peó · a1 blanques torre · c1 blanques alfil · d1 blanques dama · e1 blanques rei · f1 blanques alfil · h1 blanques torre | a8 negres torre · c8 negres alfil · d8 negres dama · e8 negres rei · f8 negres alfil · h8 negres torre · a7 negres peó · b7 negres peó · f7 negres peó · g7 negres peó · h7 negres peó · c6 negres cavall · d6 negres peó · f6 negres cavall · b5 blanques cavall · e5 negres peó · e4 blanques peó · c3 blanques cavall · a2 blanques peó · b2 blanques peó · c2 blanques peó · f2 blanques peó · g2 blanques peó · h2 blanques peó · a1 blanques torre · c1 blanques alfil · d1 blanques dama · e1 blanques rei · f1 blanques alfil · h1 blanques torre | a8 negres torre · c8 negres alfil · d8 negres dama · e8 negres rei · f8 negres alfil · h8 negres torre · a7 negres peó · b7 negres peó · f7 negres peó · g7 negres peó · h7 negres peó · c6 negres cavall · d6 negres peó · f6 negres cavall · b5 blanques cavall · e5 negres peó · e4 blanques peó · c3 blanques cavall · a2 blanques peó · b2 blanques peó · c2 blanques peó · f2 blanques peó · g2 blanques peó · h2 blanques peó · a1 blanques torre · c1 blanques alfil · d1 blanques dama · e1 blanques rei · f1 blanques alfil · h1 blanques torre | a8 negres torre · c8 negres alfil · d8 negres dama · e8 negres rei · f8 negres alfil · h8 negres torre · a7 negres peó · b7 negres peó · f7 negres peó · g7 negres peó · h7 negres peó · c6 negres cavall · d6 negres peó · f6 negres cavall · b5 blanques cavall · e5 negres peó · e4 blanques peó · c3 blanques cavall · a2 blanques peó · b2 blanques peó · c2 blanques peó · f2 blanques peó · g2 blanques peó · h2 blanques peó · a1 blanques torre · c1 blanques alfil · d1 blanques dama · e1 blanques rei · f1 blanques alfil · h1 blanques torre | a8 negres torre · c8 negres alfil · d8 negres dama · e8 negres rei · f8 negres alfil · h8 negres torre · a7 negres peó · b7 negres peó · f7 negres peó · g7 negres peó · h7 negres peó · c6 negres cavall · d6 negres peó · f6 negres cavall · b5 blanques cavall · e5 negres peó · e4 blanques peó · c3 blanques cavall · a2 blanques peó · b2 blanques peó · c2 blanques peó · f2 blanques peó · g2 blanques peó · h2 blanques peó · a1 blanques torre · c1 blanques alfil · d1 blanques dama · e1 blanques rei · f1 blanques alfil · h1 blanques torre | 5 |
| 4 | a8 negres torre · c8 negres alfil · d8 negres dama · e8 negres rei · f8 negres alfil · h8 negres torre · a7 negres peó · b7 negres peó · f7 negres peó · g7 negres peó · h7 negres peó · c6 negres cavall · d6 negres peó · f6 negres cavall · b5 blanques cavall · e5 negres peó · e4 blanques peó · c3 blanques cavall · a2 blanques peó · b2 blanques peó · c2 blanques peó · f2 blanques peó · g2 blanques peó · h2 blanques peó · a1 blanques torre · c1 blanques alfil · d1 blanques dama · e1 blanques rei · f1 blanques alfil · h1 blanques torre | a8 negres torre · c8 negres alfil · d8 negres dama · e8 negres rei · f8 negres alfil · h8 negres torre · a7 negres peó · b7 negres peó · f7 negres peó · g7 negres peó · h7 negres peó · c6 negres cavall · d6 negres peó · f6 negres cavall · b5 blanques cavall · e5 negres peó · e4 blanques peó · c3 blanques cavall · a2 blanques peó · b2 blanques peó · c2 blanques peó · f2 blanques peó · g2 blanques peó · h2 blanques peó · a1 blanques torre · c1 blanques alfil · d1 blanques dama · e1 blanques rei · f1 blanques alfil · h1 blanques torre | a8 negres torre · c8 negres alfil · d8 negres dama · e8 negres rei · f8 negres alfil · h8 negres torre · a7 negres peó · b7 negres peó · f7 negres peó · g7 negres peó · h7 negres peó · c6 negres cavall · d6 negres peó · f6 negres cavall · b5 blanques cavall · e5 negres peó · e4 blanques peó · c3 blanques cavall · a2 blanques peó · b2 blanques peó · c2 blanques peó · f2 blanques peó · g2 blanques peó · h2 blanques peó · a1 blanques torre · c1 blanques alfil · d1 blanques dama · e1 blanques rei · f1 blanques alfil · h1 blanques torre | a8 negres torre · c8 negres alfil · d8 negres dama · e8 negres rei · f8 negres alfil · h8 negres torre · a7 negres peó · b7 negres peó · f7 negres peó · g7 negres peó · h7 negres peó · c6 negres cavall · d6 negres peó · f6 negres cavall · b5 blanques cavall · e5 negres peó · e4 blanques peó · c3 blanques cavall · a2 blanques peó · b2 blanques peó · c2 blanques peó · f2 blanques peó · g2 blanques peó · h2 blanques peó · a1 blanques torre · c1 blanques alfil · d1 blanques dama · e1 blanques rei · f1 blanques alfil · h1 blanques torre | a8 negres torre · c8 negres alfil · d8 negres dama · e8 negres rei · f8 negres alfil · h8 negres torre · a7 negres peó · b7 negres peó · f7 negres peó · g7 negres peó · h7 negres peó · c6 negres cavall · d6 negres peó · f6 negres cavall · b5 blanques cavall · e5 negres peó · e4 blanques peó · c3 blanques cavall · a2 blanques peó · b2 blanques peó · c2 blanques peó · f2 blanques peó · g2 blanques peó · h2 blanques peó · a1 blanques torre · c1 blanques alfil · d1 blanques dama · e1 blanques rei · f1 blanques alfil · h1 blanques torre | a8 negres torre · c8 negres alfil · d8 negres dama · e8 negres rei · f8 negres alfil · h8 negres torre · a7 negres peó · b7 negres peó · f7 negres peó · g7 negres peó · h7 negres peó · c6 negres cavall · d6 negres peó · f6 negres cavall · b5 blanques cavall · e5 negres peó · e4 blanques peó · c3 blanques cavall · a2 blanques peó · b2 blanques peó · c2 blanques peó · f2 blanques peó · g2 blanques peó · h2 blanques peó · a1 blanques torre · c1 blanques alfil · d1 blanques dama · e1 blanques rei · f1 blanques alfil · h1 blanques torre | a8 negres torre · c8 negres alfil · d8 negres dama · e8 negres rei · f8 negres alfil · h8 negres torre · a7 negres peó · b7 negres peó · f7 negres peó · g7 negres peó · h7 negres peó · c6 negres cavall · d6 negres peó · f6 negres cavall · b5 blanques cavall · e5 negres peó · e4 blanques peó · c3 blanques cavall · a2 blanques peó · b2 blanques peó · c2 blanques peó · f2 blanques peó · g2 blanques peó · h2 blanques peó · a1 blanques torre · c1 blanques alfil · d1 blanques dama · e1 blanques rei · f1 blanques alfil · h1 blanques torre | a8 negres torre · c8 negres alfil · d8 negres dama · e8 negres rei · f8 negres alfil · h8 negres torre · a7 negres peó · b7 negres peó · f7 negres peó · g7 negres peó · h7 negres peó · c6 negres cavall · d6 negres peó · f6 negres cavall · b5 blanques cavall · e5 negres peó · e4 blanques peó · c3 blanques cavall · a2 blanques peó · b2 blanques peó · c2 blanques peó · f2 blanques peó · g2 blanques peó · h2 blanques peó · a1 blanques torre · c1 blanques alfil · d1 blanques dama · e1 blanques rei · f1 blanques alfil · h1 blanques torre | 4 |
| 3 | a8 negres torre · c8 negres alfil · d8 negres dama · e8 negres rei · f8 negres alfil · h8 negres torre · a7 negres peó · b7 negres peó · f7 negres peó · g7 negres peó · h7 negres peó · c6 negres cavall · d6 negres peó · f6 negres cavall · b5 blanques cavall · e5 negres peó · e4 blanques peó · c3 blanques cavall · a2 blanques peó · b2 blanques peó · c2 blanques peó · f2 blanques peó · g2 blanques peó · h2 blanques peó · a1 blanques torre · c1 blanques alfil · d1 blanques dama · e1 blanques rei · f1 blanques alfil · h1 blanques torre | a8 negres torre · c8 negres alfil · d8 negres dama · e8 negres rei · f8 negres alfil · h8 negres torre · a7 negres peó · b7 negres peó · f7 negres peó · g7 negres peó · h7 negres peó · c6 negres cavall · d6 negres peó · f6 negres cavall · b5 blanques cavall · e5 negres peó · e4 blanques peó · c3 blanques cavall · a2 blanques peó · b2 blanques peó · c2 blanques peó · f2 blanques peó · g2 blanques peó · h2 blanques peó · a1 blanques torre · c1 blanques alfil · d1 blanques dama · e1 blanques rei · f1 blanques alfil · h1 blanques torre | a8 negres torre · c8 negres alfil · d8 negres dama · e8 negres rei · f8 negres alfil · h8 negres torre · a7 negres peó · b7 negres peó · f7 negres peó · g7 negres peó · h7 negres peó · c6 negres cavall · d6 negres peó · f6 negres cavall · b5 blanques cavall · e5 negres peó · e4 blanques peó · c3 blanques cavall · a2 blanques peó · b2 blanques peó · c2 blanques peó · f2 blanques peó · g2 blanques peó · h2 blanques peó · a1 blanques torre · c1 blanques alfil · d1 blanques dama · e1 blanques rei · f1 blanques alfil · h1 blanques torre | a8 negres torre · c8 negres alfil · d8 negres dama · e8 negres rei · f8 negres alfil · h8 negres torre · a7 negres peó · b7 negres peó · f7 negres peó · g7 negres peó · h7 negres peó · c6 negres cavall · d6 negres peó · f6 negres cavall · b5 blanques cavall · e5 negres peó · e4 blanques peó · c3 blanques cavall · a2 blanques peó · b2 blanques peó · c2 blanques peó · f2 blanques peó · g2 blanques peó · h2 blanques peó · a1 blanques torre · c1 blanques alfil · d1 blanques dama · e1 blanques rei · f1 blanques alfil · h1 blanques torre | a8 negres torre · c8 negres alfil · d8 negres dama · e8 negres rei · f8 negres alfil · h8 negres torre · a7 negres peó · b7 negres peó · f7 negres peó · g7 negres peó · h7 negres peó · c6 negres cavall · d6 negres peó · f6 negres cavall · b5 blanques cavall · e5 negres peó · e4 blanques peó · c3 blanques cavall · a2 blanques peó · b2 blanques peó · c2 blanques peó · f2 blanques peó · g2 blanques peó · h2 blanques peó · a1 blanques torre · c1 blanques alfil · d1 blanques dama · e1 blanques rei · f1 blanques alfil · h1 blanques torre | a8 negres torre · c8 negres alfil · d8 negres dama · e8 negres rei · f8 negres alfil · h8 negres torre · a7 negres peó · b7 negres peó · f7 negres peó · g7 negres peó · h7 negres peó · c6 negres cavall · d6 negres peó · f6 negres cavall · b5 blanques cavall · e5 negres peó · e4 blanques peó · c3 blanques cavall · a2 blanques peó · b2 blanques peó · c2 blanques peó · f2 blanques peó · g2 blanques peó · h2 blanques peó · a1 blanques torre · c1 blanques alfil · d1 blanques dama · e1 blanques rei · f1 blanques alfil · h1 blanques torre | a8 negres torre · c8 negres alfil · d8 negres dama · e8 negres rei · f8 negres alfil · h8 negres torre · a7 negres peó · b7 negres peó · f7 negres peó · g7 negres peó · h7 negres peó · c6 negres cavall · d6 negres peó · f6 negres cavall · b5 blanques cavall · e5 negres peó · e4 blanques peó · c3 blanques cavall · a2 blanques peó · b2 blanques peó · c2 blanques peó · f2 blanques peó · g2 blanques peó · h2 blanques peó · a1 blanques torre · c1 blanques alfil · d1 blanques dama · e1 blanques rei · f1 blanques alfil · h1 blanques torre | a8 negres torre · c8 negres alfil · d8 negres dama · e8 negres rei · f8 negres alfil · h8 negres torre · a7 negres peó · b7 negres peó · f7 negres peó · g7 negres peó · h7 negres peó · c6 negres cavall · d6 negres peó · f6 negres cavall · b5 blanques cavall · e5 negres peó · e4 blanques peó · c3 blanques cavall · a2 blanques peó · b2 blanques peó · c2 blanques peó · f2 blanques peó · g2 blanques peó · h2 blanques peó · a1 blanques torre · c1 blanques alfil · d1 blanques dama · e1 blanques rei · f1 blanques alfil · h1 blanques torre | 3 |
| 2 | a8 negres torre · c8 negres alfil · d8 negres dama · e8 negres rei · f8 negres alfil · h8 negres torre · a7 negres peó · b7 negres peó · f7 negres peó · g7 negres peó · h7 negres peó · c6 negres cavall · d6 negres peó · f6 negres cavall · b5 blanques cavall · e5 negres peó · e4 blanques peó · c3 blanques cavall · a2 blanques peó · b2 blanques peó · c2 blanques peó · f2 blanques peó · g2 blanques peó · h2 blanques peó · a1 blanques torre · c1 blanques alfil · d1 blanques dama · e1 blanques rei · f1 blanques alfil · h1 blanques torre | a8 negres torre · c8 negres alfil · d8 negres dama · e8 negres rei · f8 negres alfil · h8 negres torre · a7 negres peó · b7 negres peó · f7 negres peó · g7 negres peó · h7 negres peó · c6 negres cavall · d6 negres peó · f6 negres cavall · b5 blanques cavall · e5 negres peó · e4 blanques peó · c3 blanques cavall · a2 blanques peó · b2 blanques peó · c2 blanques peó · f2 blanques peó · g2 blanques peó · h2 blanques peó · a1 blanques torre · c1 blanques alfil · d1 blanques dama · e1 blanques rei · f1 blanques alfil · h1 blanques torre | a8 negres torre · c8 negres alfil · d8 negres dama · e8 negres rei · f8 negres alfil · h8 negres torre · a7 negres peó · b7 negres peó · f7 negres peó · g7 negres peó · h7 negres peó · c6 negres cavall · d6 negres peó · f6 negres cavall · b5 blanques cavall · e5 negres peó · e4 blanques peó · c3 blanques cavall · a2 blanques peó · b2 blanques peó · c2 blanques peó · f2 blanques peó · g2 blanques peó · h2 blanques peó · a1 blanques torre · c1 blanques alfil · d1 blanques dama · e1 blanques rei · f1 blanques alfil · h1 blanques torre | a8 negres torre · c8 negres alfil · d8 negres dama · e8 negres rei · f8 negres alfil · h8 negres torre · a7 negres peó · b7 negres peó · f7 negres peó · g7 negres peó · h7 negres peó · c6 negres cavall · d6 negres peó · f6 negres cavall · b5 blanques cavall · e5 negres peó · e4 blanques peó · c3 blanques cavall · a2 blanques peó · b2 blanques peó · c2 blanques peó · f2 blanques peó · g2 blanques peó · h2 blanques peó · a1 blanques torre · c1 blanques alfil · d1 blanques dama · e1 blanques rei · f1 blanques alfil · h1 blanques torre | a8 negres torre · c8 negres alfil · d8 negres dama · e8 negres rei · f8 negres alfil · h8 negres torre · a7 negres peó · b7 negres peó · f7 negres peó · g7 negres peó · h7 negres peó · c6 negres cavall · d6 negres peó · f6 negres cavall · b5 blanques cavall · e5 negres peó · e4 blanques peó · c3 blanques cavall · a2 blanques peó · b2 blanques peó · c2 blanques peó · f2 blanques peó · g2 blanques peó · h2 blanques peó · a1 blanques torre · c1 blanques alfil · d1 blanques dama · e1 blanques rei · f1 blanques alfil · h1 blanques torre | a8 negres torre · c8 negres alfil · d8 negres dama · e8 negres rei · f8 negres alfil · h8 negres torre · a7 negres peó · b7 negres peó · f7 negres peó · g7 negres peó · h7 negres peó · c6 negres cavall · d6 negres peó · f6 negres cavall · b5 blanques cavall · e5 negres peó · e4 blanques peó · c3 blanques cavall · a2 blanques peó · b2 blanques peó · c2 blanques peó · f2 blanques peó · g2 blanques peó · h2 blanques peó · a1 blanques torre · c1 blanques alfil · d1 blanques dama · e1 blanques rei · f1 blanques alfil · h1 blanques torre | a8 negres torre · c8 negres alfil · d8 negres dama · e8 negres rei · f8 negres alfil · h8 negres torre · a7 negres peó · b7 negres peó · f7 negres peó · g7 negres peó · h7 negres peó · c6 negres cavall · d6 negres peó · f6 negres cavall · b5 blanques cavall · e5 negres peó · e4 blanques peó · c3 blanques cavall · a2 blanques peó · b2 blanques peó · c2 blanques peó · f2 blanques peó · g2 blanques peó · h2 blanques peó · a1 blanques torre · c1 blanques alfil · d1 blanques dama · e1 blanques rei · f1 blanques alfil · h1 blanques torre | a8 negres torre · c8 negres alfil · d8 negres dama · e8 negres rei · f8 negres alfil · h8 negres torre · a7 negres peó · b7 negres peó · f7 negres peó · g7 negres peó · h7 negres peó · c6 negres cavall · d6 negres peó · f6 negres cavall · b5 blanques cavall · e5 negres peó · e4 blanques peó · c3 blanques cavall · a2 blanques peó · b2 blanques peó · c2 blanques peó · f2 blanques peó · g2 blanques peó · h2 blanques peó · a1 blanques torre · c1 blanques alfil · d1 blanques dama · e1 blanques rei · f1 blanques alfil · h1 blanques torre | 2 |
| 1 | a8 negres torre · c8 negres alfil · d8 negres dama · e8 negres rei · f8 negres alfil · h8 negres torre · a7 negres peó · b7 negres peó · f7 negres peó · g7 negres peó · h7 negres peó · c6 negres cavall · d6 negres peó · f6 negres cavall · b5 blanques cavall · e5 negres peó · e4 blanques peó · c3 blanques cavall · a2 blanques peó · b2 blanques peó · c2 blanques peó · f2 blanques peó · g2 blanques peó · h2 blanques peó · a1 blanques torre · c1 blanques alfil · d1 blanques dama · e1 blanques rei · f1 blanques alfil · h1 blanques torre | a8 negres torre · c8 negres alfil · d8 negres dama · e8 negres rei · f8 negres alfil · h8 negres torre · a7 negres peó · b7 negres peó · f7 negres peó · g7 negres peó · h7 negres peó · c6 negres cavall · d6 negres peó · f6 negres cavall · b5 blanques cavall · e5 negres peó · e4 blanques peó · c3 blanques cavall · a2 blanques peó · b2 blanques peó · c2 blanques peó · f2 blanques peó · g2 blanques peó · h2 blanques peó · a1 blanques torre · c1 blanques alfil · d1 blanques dama · e1 blanques rei · f1 blanques alfil · h1 blanques torre | a8 negres torre · c8 negres alfil · d8 negres dama · e8 negres rei · f8 negres alfil · h8 negres torre · a7 negres peó · b7 negres peó · f7 negres peó · g7 negres peó · h7 negres peó · c6 negres cavall · d6 negres peó · f6 negres cavall · b5 blanques cavall · e5 negres peó · e4 blanques peó · c3 blanques cavall · a2 blanques peó · b2 blanques peó · c2 blanques peó · f2 blanques peó · g2 blanques peó · h2 blanques peó · a1 blanques torre · c1 blanques alfil · d1 blanques dama · e1 blanques rei · f1 blanques alfil · h1 blanques torre | a8 negres torre · c8 negres alfil · d8 negres dama · e8 negres rei · f8 negres alfil · h8 negres torre · a7 negres peó · b7 negres peó · f7 negres peó · g7 negres peó · h7 negres peó · c6 negres cavall · d6 negres peó · f6 negres cavall · b5 blanques cavall · e5 negres peó · e4 blanques peó · c3 blanques cavall · a2 blanques peó · b2 blanques peó · c2 blanques peó · f2 blanques peó · g2 blanques peó · h2 blanques peó · a1 blanques torre · c1 blanques alfil · d1 blanques dama · e1 blanques rei · f1 blanques alfil · h1 blanques torre | a8 negres torre · c8 negres alfil · d8 negres dama · e8 negres rei · f8 negres alfil · h8 negres torre · a7 negres peó · b7 negres peó · f7 negres peó · g7 negres peó · h7 negres peó · c6 negres cavall · d6 negres peó · f6 negres cavall · b5 blanques cavall · e5 negres peó · e4 blanques peó · c3 blanques cavall · a2 blanques peó · b2 blanques peó · c2 blanques peó · f2 blanques peó · g2 blanques peó · h2 blanques peó · a1 blanques torre · c1 blanques alfil · d1 blanques dama · e1 blanques rei · f1 blanques alfil · h1 blanques torre | a8 negres torre · c8 negres alfil · d8 negres dama · e8 negres rei · f8 negres alfil · h8 negres torre · a7 negres peó · b7 negres peó · f7 negres peó · g7 negres peó · h7 negres peó · c6 negres cavall · d6 negres peó · f6 negres cavall · b5 blanques cavall · e5 negres peó · e4 blanques peó · c3 blanques cavall · a2 blanques peó · b2 blanques peó · c2 blanques peó · f2 blanques peó · g2 blanques peó · h2 blanques peó · a1 blanques torre · c1 blanques alfil · d1 blanques dama · e1 blanques rei · f1 blanques alfil · h1 blanques torre | a8 negres torre · c8 negres alfil · d8 negres dama · e8 negres rei · f8 negres alfil · h8 negres torre · a7 negres peó · b7 negres peó · f7 negres peó · g7 negres peó · h7 negres peó · c6 negres cavall · d6 negres peó · f6 negres cavall · b5 blanques cavall · e5 negres peó · e4 blanques peó · c3 blanques cavall · a2 blanques peó · b2 blanques peó · c2 blanques peó · f2 blanques peó · g2 blanques peó · h2 blanques peó · a1 blanques torre · c1 blanques alfil · d1 blanques dama · e1 blanques rei · f1 blanques alfil · h1 blanques torre | a8 negres torre · c8 negres alfil · d8 negres dama · e8 negres rei · f8 negres alfil · h8 negres torre · a7 negres peó · b7 negres peó · f7 negres peó · g7 negres peó · h7 negres peó · c6 negres cavall · d6 negres peó · f6 negres cavall · b5 blanques cavall · e5 negres peó · e4 blanques peó · c3 blanques cavall · a2 blanques peó · b2 blanques peó · c2 blanques peó · f2 blanques peó · g2 blanques peó · h2 blanques peó · a1 blanques torre · c1 blanques alfil · d1 blanques dama · e1 blanques rei · f1 blanques alfil · h1 blanques torre | 1 |
|   | a | b | c | d | e | f | g | h |   |

Svéixnikov és molt conegut com a teòric dels escacs. La seva principal contribució es basa en la feina que va fer amb el seu gran amic el Gran Mestre Gennadi Timoshchenko durant els 1960 i els 1970.
Prèviament coneguda com a variant Lasker-Pelikan de la defensa siciliana, el sistema Svéixnikov era considerat dubtós fins que ell el va transformar en una obertura plenament jugable. En aquest sistema, el balanç entre la derrota i la victòria és de doble tall, cosa que en fa una proposta molt atractiva pels jugadors de negres que busquen el punt sencer. Mark Taimanov, en una entrevista, el descrivia com el "darrer gran descobriment" de la teoria d'obertures. El sistema és actualment jugat pels millors jugadors del món. Vladímir Kràmnik i Valery Salov són seguidors de la variant Svéixnikov (caracteritzada pels moviments 1.e4 c5 2.Cf3 Cc6 3.d4 cxd4 4.Cxd4 Cf6 5.Cc3 e5 - la Svéixnikov 'estricta' continua amb 6.Cdb5 d6), i d'altres com Garri Kaspàrov, Aleksei Xírov, Péter Lékó o Aleksandr Khalifman l'han feta també servir amb èxit. L'obertura és rica en possibilitats tàctiques, i a despit d'haver estat sotmesa a profunds anàlisis, continua mantenint-se en voga amb noves idees sorgint constantment. Svéixnikov va escriure un llibre sobre la seva variant, titulat modestament La siciliana Pelikan.
També ha estat pioner en el desenvolupament de la variant de l'avanç de la defensa francesa i de la variant Alapin de la defensa siciliana.

## Partides notables
- Ievgueni Svéixnikov vs Ruslan Sherbakov, Moscow ch-URS 1991, defensa siciliana, variant Rossolimo, 1-0. Les blanques, de manera experta, creen debilitats a les caselles negres, i a continuació generen una sorprenent xarxa de mat, començant amb un sacrifici de dama.
- Ievgueni Svéixnikov vs Igor Ivanov, Rússia 1976, Caro Kann, 1-0. Les blanques inicien les complicacions tàctiques, i conclouen la partida amb un atac de mat amb molt d'estil.